# Leonard Ware
Leonard Ware, född den 28 december 1909 i Richmond, Virginia, död den 30 mars 1974 i New York, var en amerikansk jazzmusiker (gitarr) och kompositör, som var en av de första att använda elektrisk gitarr inom jazzmusiken. Ware inledde sin karriär 1938 med Sidney Bechet. Han spelade även med Don Byas, Albinia Jones, Buddy Johnson, Big Joe Turner, Lester Young, Buck Clayton, Herbie Fields och Benny Goodman. Ware ledde även en egen trio, "Leonard Ware Trio" (på de flesta inspelningar med Stanford Harewood på bas och Willie Spottswood på piano).